# Bart se hace famoso
Bart Gets Famous, llamado Bart se Hace Famoso tanto en Latinoamérica como en España, es el decimosegundo episodio perteneciente a la quinta temporada de la serie animada Los Simpson, emitido originalmente el 3 de febrero de 1994. El episodio fue escrito por John Swartzwelder y dirigido por Susie Dietter. Conan O'Brien fue la estrella invitada. En este episodio Bart dice una frase que pronto se vuelve un latiguillo muy popular.

## Sinopsis
Todo comienza un día, cuando Bart asiste con su clase en una visita guiada a la fábrica de cajas. Como esta es muy aburrida, descubre que los estudios KrustyLu están enfrente y escapa. Al ver que Krusty el payaso despide a su ayudante por no encontrar su pan danés (y ver que fue el causante de su despido), Bart roba el pan de Kent Brockman y se lo da a Krusty. El payaso no logra recordar el nombre del niño, aunque este anteriormente lo había salvado de Sideshow Bob, había revivido su carrera y lo había reencontrado con su padre. Sin embargo, Krusty lo recluta como su asistente.
Aunque al principio Bart se siente halagado por trabajar para su ídolo, el trabajo pronto le resulta obsesivo y agotador. Un día, Krusty lo llama de improviso para que diga una frase en un sketch. Cuando Bart entra en escena, por accidente derriba todo el decorado de fondo y al verse ante el público, alarmado exclama: "¡Yo no fui!" (en Hispanoamérica), "¡Yo no he sido!" (en España).
Krusty decide echarlo del lugar, pero al salir por la puerta trasera, ve una jauría de periodistas esperando a Bart y se da cuenta de que el niño es una estrella en potencia. Oliendo el negocio, Krusty se declara su representante.
Krusty explota al máximo la imagen de Bart. Pronto Bart es famoso en todo el país, y salen a la venta sus productos, tales como camisetas, tazas, e incluso un disco (con él repitiendo su frase, escuchándose de fondo "Can't Touch This" de MC Hammer). Bart pronto se empieza a aburrir al decir su frase todo el tiempo para alegrar a la gente (incentivado por Lisa, quien le dice que una persona es más que un latiguillo). Por esta razón, decide estudiar para ir al programa de entrevistas de Conan O'Brien: Late Night, pero al querer hacer un comentario sobre la tala de bosques, Conan simplemente le pide que diga su frase.
Ese día Bart tenía que ir a un programa especial, pero decide no ir. Marge llega a su cuarto y le convence de asistir porque su latiguillo hace felices a las personas y por eso no debe decepcionar a sus fanáticos. Cuando el espectáculo comienza y el niño se presenta ante el público gritando su frase, para su sorpresa, la gente ya no se ríe. Krusty explica que ha pasado de moda y lo despide.
De vuelta en su casa, pese a su caducidad como estrella, la familia se siente orgullosa de sus logros, mientras ven sus productos. Luego, Lisa le vuelve a recordar que una persona es más que un simple chascarrillo, pero el episodio finaliza con los principales personajes de la serie apareciendo en la casa de los Simpson y diciendo sus latiguillos o frases célebres: D'oh! (Homer), ¡Ay, caramba! (Bart), el quejido de inconformidad de Marge, Maggie y su chupón, Barney eructando, Ned saludando, Ha! Ha! (Nelson) y ¡Excelente! (Burns); pero cuando llega el turno de Lisa, esta no dice nada y se retira a su habitación.